# 諸聖嬰孩殉道慶日

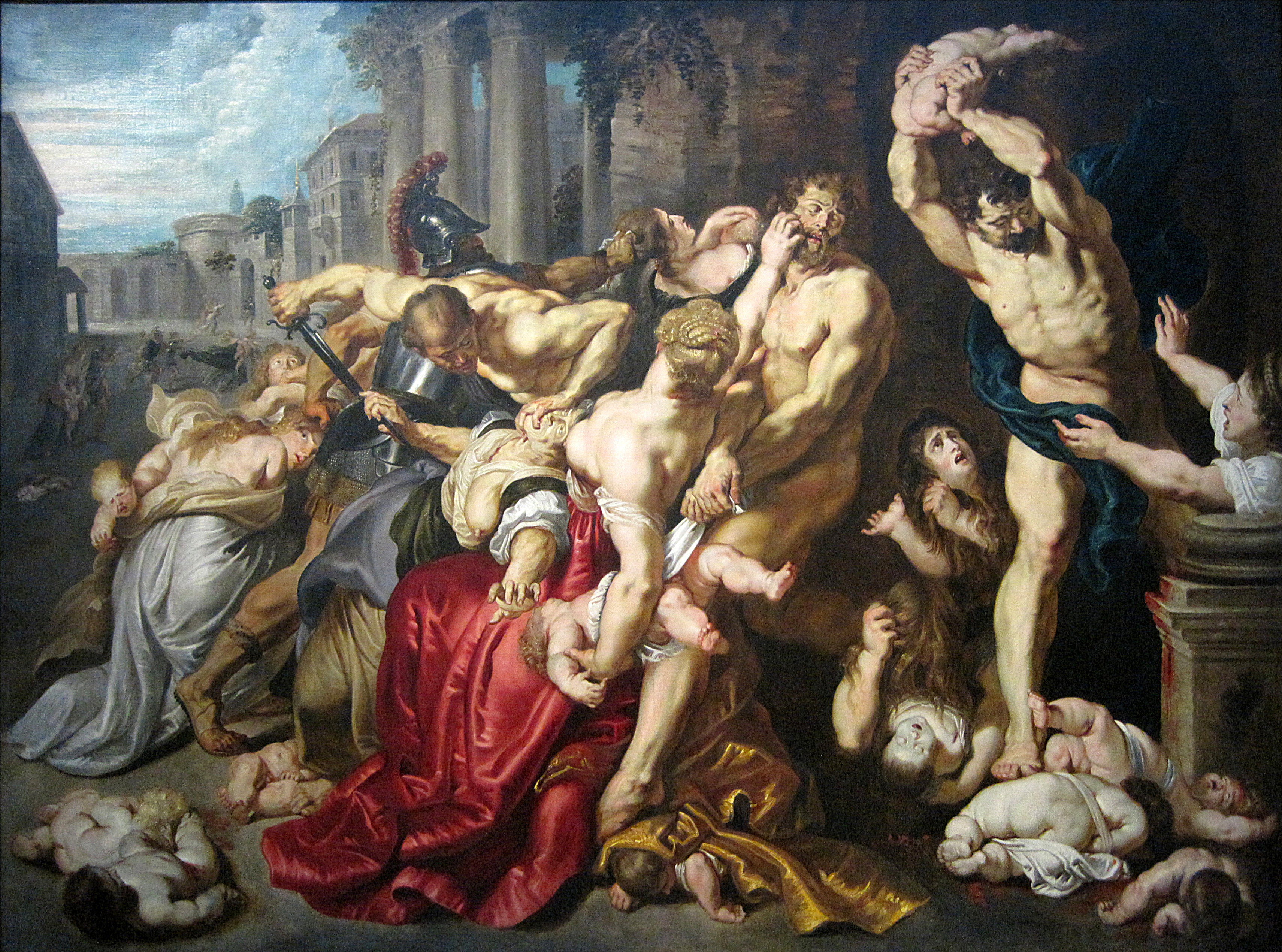
《屠殺白冷的無辜嬰孩》，由彼得·保羅·魯本斯所作，收藏於安大略博物馆

諸聖嬰孩殉道慶日，聖公會稱嬰孩被殺日（英語：Day of the Holy Innocents），為紀念《聖經》新約中東方三賢士朝拜耶穌聖嬰後，黑落德王為了除去新生的「猶太人君王」，而下令羅馬軍隊屠殺伯利恆及其周圍境內的兩歲以下嬰兒。教會把這些嬰兒視作殉道者，因為他們是為了耶穌的緣故而遭殺害。
教會於聖誕節後紀念嬰孩被殺日，是以諸聖嬰孩的犧牲，代表無辜犧牲者的見證。
有现代学者认为这一历史事件是虚构的。

## 日期
各教派訂定的日期不同，如下：
| 日期     | 教會                                                                                 |
| -------- | ------------------------------------------------------------------------------------ |
| 12月27日 | 西敘利亞禮教會，如敘利亞東方正統教會、叙利亚-玛兰卡礼天主教会、马龙尼礼教会等        |
| 12月28日 | 聖公會、路德宗、羅馬禮天主教會等。在這些西方基督宗教國家，紀念日在耶誕節期的第四天。 |
| 12月29日 | 東正教會                                                                             |
| 1月10日  | 東敘利亞禮教會，如叙利亚-玛拉巴礼天主教会、加色丁禮天主教會等                        |